# Paul-Hippolyte Arlabosse
Paul-Hippolyte Arlabosse (* 2. April 1886; † 18. September 1970) war ein französischer Général de corps d’armée.

## Leben

### Ausbildung zum Offizier, Erster Weltkrieg und Zwischenkriegszeit
Arlabosse trat am 25. Oktober 1905 in das Heer ein und absolvierte eine Ausbildung zum Offizier der Infanteriedes an der Militärschule Saint-Cyr. Nach der Beförderung zum Sous-lieutenant  am 1. Oktober 1907 sowie zum Lieutenant  am 1. Oktober 1909 wurde er am 5. Oktober 1915 zum Hauptmann (Capitaine) befördert. Während des Ersten Weltkrieges wurde ihm das Croix de guerre 1914–1918 mit fünf Nennungen verliehen sowie am 8. September 1918 das Offizierskreuz der Ehrenlegion (Officier de la Légion d’Honneur). Er war nach verschiedenen Verwendungen vom 26. Februar 1930 bis 1933 Chef des Stabes des Algerisch-Marokkanischen Militärgrenzkommandos und wurde als solcher am 25. Dezember 1930 zum Oberstleutnant (Lieutenant-Colonel) befördert. Im Anschluss war er von 1934 bis zum 16. Oktober 1935 zum 2. Marokkanischen Schützenregiment (2e régiment de tirailleurs Marocains) abgeordnet. Er wurde am 16. Oktober 1933 Kommandeur der Ehrenlegion und erhielt am 24. Juni 1934 auch seine Beförderung zum Oberst (Colonel). Im Anschluss absolvierte er 1935 einen Lehrgang am Centre des hautes études militaires (CHEM).
Daraufhin fungierte er zwischen dem 16. Oktober 1935 und dem 16. Oktober 1937 als Kommandeur des 3. Marokkanischen Schützenregiments (3e régiment de tirailleurs Marocains) sowie im Anschluss zwischen dem 16. Oktober 1937 und dem 15. Januar 1940 als Kommandeur der Infanterietruppen der 11. Infanteriedivision.

### Zweiter Weltkrieg
In dieser Verwendung wurde Arlabosse am 23. Dezember 1938 zum Brigadegeneral (Général de brigade) befördert und löste am 15. Januar 1940 Generalmajor Henri Marie Joseph Aymes als Oberbefehlshaber der 11. Infanteriedivision (11e division d’infanterie) ab. Diese Funktion übte er bis zu seiner Ablösung durch Generalmajor Fernand Allemandet am 1. Juli 1940 aus und übernahm dann selbst zwischen dem 1. und dem 10. Juli 1940 den Posten als Kommandeur der Truppen des Département Bouches-du-Rhône. Anschließend war er vom 10. Juli 1940 bis zu seiner Ablösung durch Generalmajor Joseph Antoine Sylvain Raoul de Verdillac am 15. November 1941 stellvertretender Befehlshaber der Levante-Armee (Armée du Levant) und war gleichzeitig als Nachfolger von Oberst Georges-Jacques-Frédéric Beucler zwischen dem 1. Januar und seiner Ablösung durch Oberst Beucler dem 15. November 1941 Oberbefehlshaber der in Beirut stationierten Truppen im Libanon. Er wurde als solcher am 20. Mai 1941 zum Generalmajor (Général de division) befördert.
Daraufhin war Arlabosse als Nachfolger von Generalmajor Jean-Eugène-Marie Charbonneau vom 15. November 1941 bis zu seiner Ablösung durch Generalmajor Robert Boissau am 1. September 1942 Oberbefehlshaber der Territorialdivision Oran (Division d’Oran) sowie zwischen dem 1. September und dem 28. November 1942 Oberbefehlshaber der in Limoges stationierten 12. Militärdivision des Vichy-Regimes. Kurz nachdem er am 20. November 1942 noch zum Général de corps d’armée  befördert worden war, wurde er am 28. November 1942 demobilisiert. Am 25. September 1943 wurde er zunächst Mitglied der Kommission zur Vergabe von Orden und Ehrenzeichen für den Krieg 1939 bis 1940 und fungierte anschließend als Nachfolger von Generalleutnant Henri Fernand Dentz zwischen dem 14. Oktober 1943 und dem 27. August 1944 als Vorsitzender dieser Kommission. Zuletzt befand er sich vom 27. August 1944 bis zum 2. April 1945 zur besonderen Verfügung, verlor in dieser Zeit jedoch am 22. November 1944 seinen Rang als Generalleutnant und wurde schließlich am 2. April 1945 in den Ruhestand versetzt. Nach Kriegsende wurde ihm am 9. August 1944 wieder der Dienstgrad als Generalleutnant verliehen.

## Veröffentlichung
- La Division de fer dans la bataille de France. 10 mai-25 juin 1940, Verlag Charles-Lavauzelle & Cie., Paris 1942 (6. Auflage 1946)